# Le Voyage du négrier
The Slave Dancer
Le Voyage du négrier (The Slave Dancer) est un roman historique écrit par Paula Fox et publié en 1973. Il raconte l'histoire d'un garçon de treize ans, Jess Bollier (Jessie Bollier en anglais) qui est témoin de l'horreur de la traite des esclaves. Le livre est non seulement un récit historique, mais il aborde également les conflits émotionnels ressentis par ceux qui sont impliqués dans le transport des esclaves d'Afrique. Le livre est récompensé de la médaille Newbery en 1974. La première édition américaine est illustrée par l'artiste anglais Eros Keith.

## Genèse
L'idée de départ vient d'une lecture de l'écrivaine où elle apprit l'utilisation d'enfants musiciens pour faire danser les esclaves à bord des navires et les maintenir en forme. Elle commence à réunir diverses informations deux ans avant la sortie du livre, aussi bien sur l'esclavage que sur la navigation et la vie sur un navire.
Le Voyage du négrier est le premier roman historique de Paula Fox. Sur ce récit, elle dit : « À bien des égards, c'était le livre le plus difficile que j'aie jamais écrit ».

## Résumé
Janvier 1840 à la Nouvelle-Orléans. Jess Bollier vit en ville avec sa mère et sa sœur. Il joue du fifre dans les rues pour gagner quelques pièces pour sa famille pauvre. Un soir, alors qu'il rentre chez lui, il est kidnappé. Il est emmené sur le Moonlight, un navire négrier. Pendant la traversée vers l'Afrique, Jess essaie d'en apprendre le plus possible sur le navire et la vie à bord. Le capitaine, Cawthorne, semble fou ; le second, Nicholas Spark, est cruel ; et les marins sont avides et cupides, ne se souciant que de gagner de l'argent grâce à la traite des esclaves. Arrivés en Afrique, ils parcourent la côte, allant à la rencontre des chefs africains qui vendent des prisonniers.
Jess ne peut croire ce qu'il voit. Une fois embarqués sur le navire, ils sont entassés le plus étroitement possible dans la soute et finissent les uns sur les autres. Chaque fois qu'un esclave tombe malade, il est immédiatement jeté par-dessus bord afin que la maladie ne se propage pas aux autres. Beaucoup d'entre eux sont encore vivants lorsqu'ils sont jetés à l'eau, où ils sont dévorés par des requins ou se noient. Jess est choqué par ce qui se passe, mais essaie de rester concentré sur le fait de rester en vie et de rentrer chez lui. Alors que le voyage vers l'Amérique se poursuit, il réalise à quel point il déteste tout ce qui l'entoure, y compris les esclaves, car ils représentent son propre asservissement sur le navire. Il doit jouer du fifre pour faire danser les esclaves pour qu'ils restent actifs et forts pendant la traversée. Mais il refuse et se retrouve fouetté pour désobéissance. La flagellation ne fait que le faire réfléchir davantage à tout ce qui se passe autour de lui. Il se déteste pour jouer de l'instrument et de faire partie de cette situation. Le voyage continue et les conditions s'aggravent. L'équipage est ivre la plupart du temps, le navire sale et la discipline laxiste. Un esclave tente d'attaquer Nicholas Spark qui l’abat. La seule réaction des marins est l'inquiétude d'avoir perdu l'argent qu'aurait rapporté la vente de l'esclave.

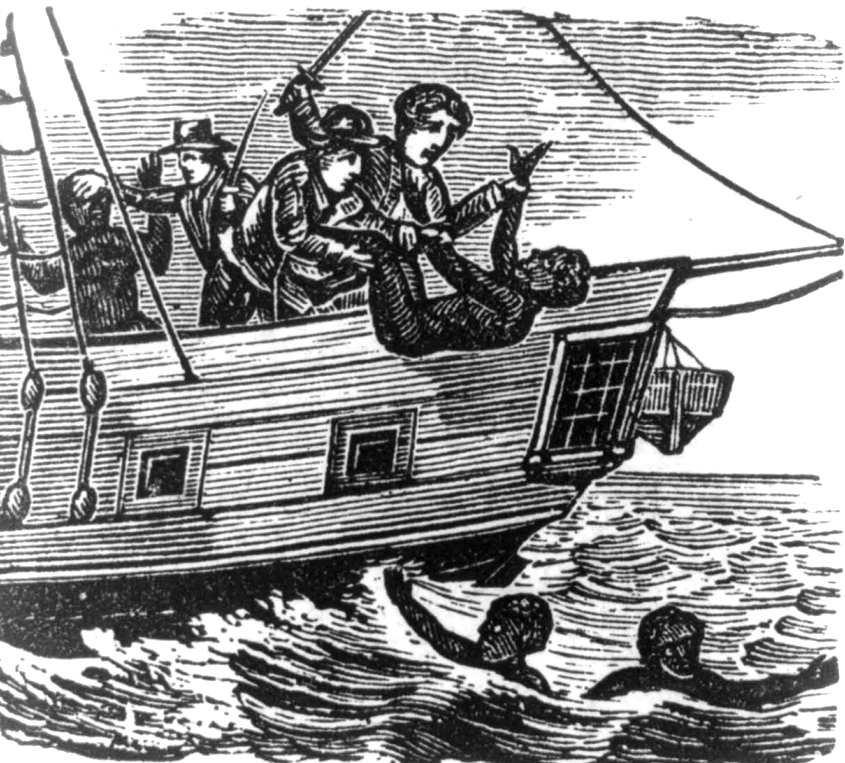
Par crainte de représailles, les esclaves sont jetés par-dessus bord.

Lorsque le navire s'approche de Cuba, un navire américain est aperçu. Par peur de représailles (des navires britanniques et américains patrouillent pour lutter contre la traite des esclaves), le capitaine donne l'ordre à l'équipage de jeter les esclaves par-dessus bord. Jess est impuissant à intervenir. Il parvient tout de même à cacher un jeune garçon de son âge dans la cale, où ils se réfugient pendant que leur navire passe devant l'autre bateau. Une violente tempête se lève alors. Après quelques jours, Jess et le garçon sortent de la cale et découvrent que le navire coule. Les membres de l'équipage sont morts ou portés disparus. Les deux garçons utilisent alors une partie du mât pour flotter et parviennent à nager jusqu'au rivage. Ils se retrouvent dans le Mississippi, où ils sont recueillis par un esclave en fuite.
C'est un vieil homme nommé Daniel qui vit dans les bois. Il leur offre de la nourriture et les aide à retrouver la santé. Il prend ensuite des dispositions pour que d'autres personnes emmènent le jeune noir, Ras, dans le nord, où il pourra être libre. Il donne des instructions à Jess pour qu'il puisse retourner à pied à la Nouvelle-Orléans. Jess rentre chez sa mère et sa sœur, et tout revient à la normale, à l'exception d'une chose, lui-même. Il n'a plus d'aspirations à devenir riche parce qu'il ne veut aucun lien avec l'esclavage. Avec le temps, il décide de devenir apothicaire et s'installe à Rhode Island, un état où il n'y a pas d'esclaves. Il fait venir sa mère et sa sœur avec lui et s'installe dans une vie tranquille. Il se demande ce qu'il est advenu de Ras avec qui il s'était lié d'amitié, mais il ne le saura jamais. Pendant la guerre civile, il se bat pour le Nord. Il se marie et a sa propre famille. Une conséquence de son expérience sur le navire négrier est qu'il ne supporte plus d'entendre de la musique, car cela lui rappelle la danse des esclaves.

## Réception
Kirkus Reviews a déclaré à propos du livre : « ... chacun des marins est fortement individualisé, le traitement inhumain des captifs est transmis directement au nez et à l'estomac plutôt qu'au cœur saignant, et les scènes dans lesquelles Jessie est forcée de jouer de son fifre pour faire « danser les esclaves » pour leur exercice du matin devient une image obsédante et focalisante dans toute cette entreprise bizarre ». Dans un essai rétrospectif sur les livres lauréats de la médaille Newbery de 1966 à 1975, l'auteur pour enfants John Rowe Townsend (en) a écrit : « Dans son aspect superficiel, Le Voyage du négrier est une histoire d'aventure en mer ; pourtant, la véritable aventure de Jess Bollier est une aventure spirituelle dans les profondeurs les plus terribles de la nature humaine ».
Lors de sa sortie, le roman a aussi été négativement critiqué pour son thème. Le récit étant considéré comme sombre et horrible pour une lecture à destination des enfants,. 

### Récompense
- 1974 : Médaille Newbery[1],[7]

## Publication
Le roman est édité pour la première fois en langue française en 1979 aux éditions Hachette.
- Paula Fox (trad. Jean Muray, ill. Cristobal), Le Voyage du négrier [« The Slave dancer »], Paris, Hachette, coll. « Bibliothèque verte », 1979, 184 p. (BNF 34677259)